# Wang Shun
Dans ce nom chinois, le nom de famille, Wang, précède le nom personnel.
Wang Shun (en chinois : 汪顺), né le 11 février 1994 à Anji, est un nageur chinois.
En 2021 aux Jeux olympiques de Tokyo, il devient le nouveau champion olympique du 200 m quatre nages après le règne sans partage de Michael Phelps.

## Carrière
Lors de ses débuts internationaux en 2010, il remporte une médaille d'argent aux Jeux Asiatiques de Canton lors du 200 m quatre nages.
En 2011, aux Championnats du monde il est médaillé de bronze lors du relais 4 × 200 m nage libre en compagnie de Zhang Lin, Li Yunqi et Sun Yang.
Il participe à ses premiers Jeux olympiques en 2012 à Londres, il éliminé en séries avec le 22e temps lors du 200 mètres quatre nages.
Aux Championnats du monde 2013, il prend part à sa première finale mondiale individuelle, se classant quatrième du 200 m quatre nages puis comme en 2011, obtient la médaille de bronze du relais 4 × 200 m nage libre. Il bat un mois plus tard le record national du 400 m quatre nages en 4 min 9 s 10.
Il remporte le 200 m 4 nages lors des Jeux asiatiques de 2018 à Jakarta.
Lors des Jeux olympiques d'été de 2020 à Tokyo, il remporte la médaille du 200 m quatre nages  devant le Britannique Duncan Scott en bouclant la course en 1 min 55 s 00, qui constitue un nouveau record.

## Controverses
Une enquête réalisée par l’ARD, et par le quotidien américain, le New York Times, révèle que 23 des meilleurs nageurs et nageuses chinois ont été testés positifs à la trimétazidine début 2021 lors d’une compétition à Shijiazhuang (Chine). Sur les 23 athlètes contrôlés positifs, 13 ont participé aux Jeux olympiques de Tokyo quelques semaines plus tard dont Wang Shun,,.
L’agence antidopage américaine Usada accuse l'Agence mondiale antidopage (AMA) d’avoir étouffé l’affaire et ne pas avoir sanctionnés les nageurs. L'AMA conteste formellement cette accusation sans pour autant réfuter la contamination et désigne  un procureur indépendant pour examiner sa gestion du dossier.

## Palmarès

### Jeux olympiques
- Jeux olympiques d'été de 2020 à Tokyo ( Japon) :
  -  Médaille d'or du 200 m 4 nages[4]
- Jeux olympiques d'été de 2024 à Paris ( France) :
  -  Médaille de bronze du 200 m 4 nages

### Championnats du monde de natation

#### Grand bassin
- Championnats du monde 2011 à Shanghai (Chine) :
  -  Médaille de bronze du relais 4 × 200 m nage libre.
- Championnats du monde 2013 à Barcelone (Espagne) :
  -  Médaille de bronze du relais 4 × 200 m nage libre.
- Championnats du monde 2015 à Kazan (Russie) :
  -  Médaille de bronze du 200 m quatre nages.
- Championnats du monde 2017 à Budapest (Hongrie) :
  -  Médaille de bronze du 200 m quatre nages.
- Championnats du monde 2025 à Singapour :
  -  Médaille d'argent du relais 4 × 200 m nage libre.

#### Petit bassin
- Championnats du monde 2016 à Windsor (Canada) :
  -  Médaille d'or du 200 m quatre nages.

- Championnats du monde 2018 à Hangzhou (Chine) :
  -  Médaille d'or du 200 m quatre nages.
  -  Médaille de bronze du relais 4 × 200 m nage libre.

### Jeux asiatiques
- Jeux asiatiques de 2010 à Canton (Chine) :
  -  Médaille d'argent du 200 m quatre nages.